# آلویس نانگ
آلویس نانگ (انگلیسی: Aloys Nong؛ زادهٔ ۱۶ اکتبر ۱۹۸۳) یک بازیکن فوتبال اهل کامرون است.

## زندگی‌نامه
نانگ در دوالا متولد شد. او در سال ۲۰۰۰ به بلژیک رفت، ۱۶ ساله بود که با اندخت قراداد امضا کرد. در ژانویه ۲۰۰۵، نانگ به کی وی کورتریک پیوست، پس از گذراندن شش ماه در اف سی بروکسل. بعد از یک نمایش خوب به تیم میشلن پیوست. در ۲۰۱۰ اوت ۳۱ نانگ برای ۱٫۲۵ میلیون یورو به تیم لیژ پیوست. در ژانویه ۲۰۱۲، با این حال، او قراردادش را لغو کرد و به سه و نیم سال معامله با رائک مونس موافقت کرد.
در ۲۰۱۳ اوت ۷ نانگ با قراردادی سه ساله به لوانته پیوست. او اولین بازی خود را در رقابت در ۳ نوامبر بازی کرد و به جای روبن گارسیا در دقیقه ۷۶ تعویض شد و به بازی آمد. او پس از عمبکردی خوب در لوانته مورد توجه باشگاه فولاد خوزستان قرار گرفت و به این تیم پیوست.

## لیگ فوتبال ایران
او که سابقه بازی برای باشگاه فوتبال لوانته اسپانیا را در کارنامه دارد مورد توجه باشگاه فولاد قرار گرفت و در نیم فصل دوم لیگ چهاردهم به فولاد پیوست و توانست در ۱۴ بازی ۹ گل به ثمر برساند. او سپس برای فصل جدید برای لیگ پانزدهم با قراردی یک ساله شاگرد علیرضا منصوریان در نفت تهران شد.در ادامه با درخشش در نفت تهران جذب تراکتور شده و در لیگ برتر و جام حذفی و لیگ قهرمانان آسیا توپ زد و موفق به باز کردن دروازه رقبای آسیایی شد.